# Hans von Wangenheim
Pour les articles homonymes, voir Wangenheim.
Le baron (Freiherr) Hans von Wangenheim (1859-1915) fut un diplomate allemand.

## Biographie

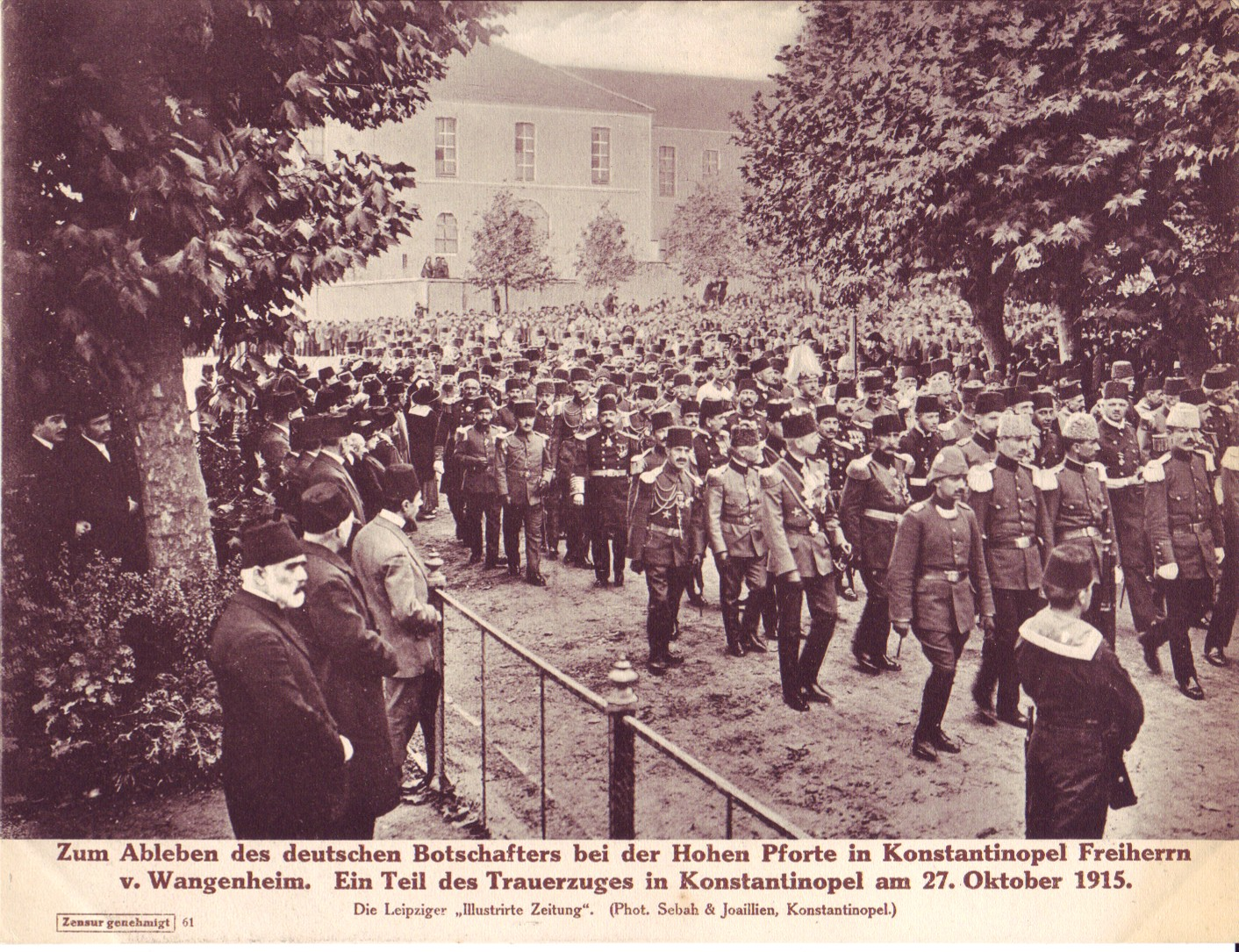
Funérailles de Hans von Wangenheim à Constantinople en présence des dignitaires ottomans et de la mission militaire allemande le 27 octobre 1915, carte postale allemande, 1915.

Hans von Wangenheim fut ambassadeur au Mexique, puis ministre allemand à Athènes de 1909 à 1912 et ambassadeur auprès de l'empire ottoman de 1912 au 25 octobre 1915. Malade à la fin de sa vie, il fut remplacé par le prince Ernest de Hohenlohe-Langenbourg entre juillet et octobre 1915.
À la suite des accusations de complicité avec les autorités ottomanes à propos du génocide arménien émis dans la presse de plusieurs pays neutres (Suisse, Danemark, États-Unis) en mai et juin 1915, il publia un mémorandum de protestation affirmant la position officielle de l'Allemagne à ce sujet.
Dans une première partie, il soutient le gouvernement ottoman sur la question de la sécurité:
« Les mesures de répression prises par le gouvernement impérial des Jeunes-Turcs contre la population arménienne des provinces d'Anatolie orientale ayant été dictées par des considérations militaires et constituant un moyen légitime de défense, le gouvernement allemand est loin de s'opposer à leur exécution dans la mesure où leur objectif est de consolider la sécurité intérieure de la Turquie et d'empêcher les émeutes ».
L'ambassadeur von Wangenheim continue ainsi:
« Cependant, le gouvernement allemand ne peut ignorer les excès résultant de l'application de ces mesures sévères, notablement de les déportations massives sans distinction des coupables et des innocents, en particulier lorsque ces mesures sont accompagnées de violences telles que des massacres et des pillages ».
Si von Wangenheim s'en est tenu à cette déclaration, son successeur, Paul Metternich, réagit de manière beaucoup plus ferme. En août 1916, deux dirigeants des Jeunes-Turcs, İsmail Enver et Mehmed Talat Pasha, signent un mémorandum exigeant le rappel de Metternich à propos de sa position sur le génocide arménien.